# Немає виходу (фільм, 2015)
«Немає виходу» (англ. No Escape) — американський трилер режисера і сценариста Джона Еріка Даудла, що вийшов 2015 року. У головних ролях Оуен Вілсон, Лейк Белл, Стерлінґ Джерінс.
Вперше фільм продемонстрували 26 серпня 2015 року у США. В Україні у кінопрокаті показ фільму розпочався 1 жовтня 2015 року.

## Сюжет
Американський інженер Джек Двайєр вирішує розпочати кар'єру у новій американській фірмі в Камбоджі, тому разом зі своює дружиною Енні та двома доньками прилітає до південно-азійської країни. Там вони зустрічають британського емігранта Гаммонда, який пропонує сімейству поселитися у тому ж готелі, що і він. Приїхавши у готель, Джек з'ясовує, що по всьому місту не працюють телефони, телебачення та інтернет. Наступного ранку, вийшовши по газету, Джек опиняється серед озброєних людей — у країні почався переворот.

## Творці фільму

### Знімальна група
Кінорежисер — Джон Ерік Даудл, сценаристами були Джон Ерік Даудл і Дрю Даудл, кінопродюсерами — Дрю Даудл, Девід Ланкастер і Мішель Литвак, виконавчими продюсерами — Стів Александер, Ендрю Пфеффер і Ґері Майкл Волтерс. Композитори: Марко Бельтрамі і Бак Сандерс, кінооператор — Лео Гінстін, кіномонтаж: Елліот Ґрінберґ. Підбір акторів — Айд Беласко і Тітія Тонґбай, художник-постановник: Арвіндер Ґрювел, артдиректор: Бунтаві Топ Тавіпасас, художник по костюмах — Енні Блум.

### У ролях
| Актор            | Роль                               |
| ---------------- | ---------------------------------- |
| Оуен Вілсон      | Джек Двайєр, американський інженер |
| Лейк Белл        | Енні Двайєр, дружина Джека         |
| Стерлінг Джерінс | Люсі Двайєр, донька Джека й Енні   |
| Клер Ґір         | Біз Двайєр, донька Джека й Енні    |
| Пірс Броснан     | Гаммонд, британський емігрант      |

## Сприйняття

### Оцінки
Фільм отримав змішані відгуки: Rotten Tomatoes дав оцінку 44% на основі 126 відгуків від критиків (середня оцінка 4,9/10) і 68% від глядачів зі середньою оцінкою 3,7/5 (12 380 голосів). Загалом на сайті фільми має змішаний рейтинг, фільму зарахований «гнилий помідор» від кінокритиків, проте «попкорн» від глядачів, Internet Movie Database — 7,0/10 (7 730 голосів), Metacritic — 39/100 (33 відгуки критиків) і 6,8/10 від глядачів (45 голосів). Загалом на цьому ресурсі від критиків фільм отримав негативні відгуки, а від глядачів — позитивні.

### Касові збори
Під час показу у США, що розпочався 26 серпня 2015 року, протягом першого тижня фільм показали у 3 355 кінотеатрах і він зібрав 8 111 264 $, що на той час дозволило йому зайняти 4 місце серед усіх прем'єр. Станом на 29 вересня 2015 року показ фільму триває 35 днів (5 тижнів) і за цей час зібрав у прокаті у США 26 899 257 доларів США, а у решті світу 6 300 000 $, тобто загалом 33 199 257 доларів США при бюджеті 5 млн доларів США.

### Виноски
1. 1 2  No Escape: Release Info (англ.). Internet Movie Database. Процитовано 1 жовтня 2015.
2. 1 2  Немає виходу. Kino-teatr.ua. Процитовано 1 жовтня 2015.
3. 1 2 3 4 5 6  No Escape (2015) (англ.). The Numbers. Процитовано 1 жовтня 2015.
4. 1 2  No Escape (англ.). Box Office Mojo. Процитовано 1 жовтня 2015.
5. 1 2  No Escape (англ.). Internet Movie Database. Процитовано 1 жовтня 2015.
6. ↑  No Escape (англ.). AllMovie. Процитовано 1 жовтня 2015.
7. ↑  Юлія Купріна (2 жовтня 2015). Прем’єра тижня: «Легенда». І ще три кримінальні трилери з елементами драми й екшену. Forbes.ua. Архів оригіналу за 5 жовтня 2015. Процитовано 18 жовтня 2015.
8. ↑  No Escape: Full Cast & Crew (англ.). Internet Movie Database. Процитовано 1 жовтня 2015.
9. ↑  No Escape (англ.). Rotten Tomatoes. Процитовано 1 жовтня 2015.
10. ↑  No Escape (англ.). Metacritic. Процитовано 1 жовтня 2015.